# Short Sunderland
Short S.25 Sunderland là một loại tàu bay tuần tra ném bom của Anh, được phát triển cho Không quân Hoàng gia (RAF) bởi hãng Short Brothers.

## Quốc gia sử dụng

### Quân sự
Úc
- Không quân Hoàng gia Australia

 Canada
- Không quân Hoàng gia Canada

 Pháp
- Hải quân Pháp

 New Zealand
- Không quân Hoàng gia New Zealand

 Bồ Đào Nha
- Hải quân Bồ Đào Nha

 South Africa
- Không quân Nam Phi

 Anh Quốc
- Không quân Hoàng gia

### Dân sự
- Aerolíneas Argentinas
- Ansett Flying Boat Services
- Antilles Airboats
- Aquila Airways[1]
- British Overseas Airways Corporation
- Compañía Aeronáutica Uruguaya S.A. (CAUSA)
- Dodero
- Det Norske Luftfartselskap (DNL)
- National Airways Corporation của New Zealand
- Qantas
- Ryanair[2]
- Trans Oceanic Airways

## Tính năng kỹ chiến thuật (Sunderland III)
Dữ liệu lấy từ Jane's Fighting Aircraft of World War II
Đặc điểm tổng quát
- Kíp lái: 9—11
- Chiều dài: 85 ft 4 in (26,0 m)
- Sải cánh: 112 ft 9½ in (34,39 m)
- Chiều cao: 32 ft 10½ in (10 m)
- Diện tích cánh: 1.487 ft² (138 m²)
- Trọng lượng rỗng: 34.500 lb (15.663 kg)
- Trọng lượng có tải: 58.000 lb (26.332 kg)
- Động cơ: 4 × Bristol Pegasus XVIII, 1.065 hp (794 kW)  mỗi chiếc

 Hiệu suất bay 
- Vận tốc cực đại: 210 mph (336 km/h) trên độ cao 6.500 ft (2.000 m)
- Vận tốc hành trình: 178 mph (285 km/h) trên độ cao 5.000 ft (1.500 m)
- Vận tốc tắt ngưỡng: 78 mph (125 km/h)
- Tầm bay: 1.780 mi (2.848 km)
- Trần bay: 16.000 ft (4.880 m)
- Vận tốc lên cao: 720 ft/phút (3,67 m/s)
- Tải trên cánh: 39 lb/ft² (191 kg/m²)
- Công suất/trọng lượng: 0,018 hp/lb (0,030 kW/kg)

Trang bị vũ khí

- Súng: 

  - 16× súng máy M1919 Browning 0.303 inch (7,7 mm)
  - 2× súng máy M2 Browning 0.5 inch (12.7 mm)
- Bom: Bom, mìn, bom chống tàu ngầm